# Ízletes tőkegomba
Az ízletes tőkegomba (Kuehneromyces mutabilis) az Agaricomycetes osztályának kalaposgombák (Agaricales) rendjébe, ezen belül a harmatgombafélék (Strophariaceae) családjába tartozó faj.

## Előfordulása
Ez a gombafaj igen nagy előfordulási területtel rendelkezik. Elterjedése a következő kontinenseket foglalja magába: Ausztrália, Ázsia (a Kaukázustól, Szibérián keresztül, egészen Japánig), Észak-Amerika és Európa. Európában a Földközi-tengertől Skandináviáig és Izlandig található meg.

## Megjelenése
Az ízletes tőkegomba kalapja 4-5, néha 8 centiméter átmérőjű. Felbőre sima és nyirkos tapintású. Csapadékos időben a termőtest sok vizet képes felvenni, ami a kalap színét megváltoztatja. Nedvesen piszkos sárgásbarna vagy fahéjbarna, szárazon halványabb. A tönk hosszúsága eléri a 6-10 centimétert, aránylag vékony, gallér is van rajta.
Összetéveszthető a halálosan mérgező fenyves sisakgombával (Galerina marginata).

## Életmódja
Az ízletes tőkegomba széles körben elterjedt, csupán csapadékban szegényebb vidékeken ritkább. A síkvidékek és a középhegységek bükkelegyes erdőségeiben a lomblevelű fákat kedveli. Áprilistól novemberig terem, fatörzseken és elhalt tönkökön többnyire csoportosan nő.

## Felhasználhatósága
A gomba kalapja jóízű, ehető. Szaga a finom fűrészelt fára emlékeztet.